# マクトゥームチャレンジ (競走シリーズ)
マクトゥームチャレンジ（Maktoum Challenge）は、ドバイレーシングクラブがメイダン競馬場で3戦にわたって施行されていた競馬の競走シリーズである。

## 対象レース（2023年）
| 競走名                          | 格 | 出走条件                                                | 施行コース  | 総賞金額 |
| ------------------------------- | -- | ------------------------------------------------------- | ----------- | -------- |
| マクトゥームチャレンジラウンド1 | G2 | サラブレッド北半球産4歳以上 サラブレッド南半球産3歳以上 | ダート1600m | 20万ドル |
| マクトゥームチャレンジラウンド2 | G2 | サラブレッド北半球産4歳以上 サラブレッド南半球産3歳以上 | ダート1900m | 20万ドル |
| マクトゥームチャレンジラウンド3 | G1 | サラブレッド北半球産4歳以上 サラブレッド南半球産3歳以上 | ダート2000m | 30万ドル |